# Sermón de la montaña y la curación del leproso
El Sermón de la montaña y la curación del leproso es un fresco (349×570 cm) atribuido a Cosimo Rosselli y colaboradores, realizado entre 1481 y 1482 y que forma parte de la decoración del registro medio de la Capilla Sixtina en el Vaticano . 

## Historia
Para sellar definitivamente la reconciliación con el papa Sixto IV, Lorenzo de Médici propuso que algunos de los más brillantes pintores florentinos marcharan a Roma para participar en el ambicioso proyecto de decorar la nueva capilla palatina del  Palacio Apostólico, iniciado en 1477. Entre los artistas que abandonaron Florencia en octubre de 1480 se encontraban Sandro Botticelli, Domenico Ghirlandaio y Cosimo Rosselli, que se unieron a Perugino, florentino "por adopción", probablemente ya en Roma. A cada artista le seguía un notable número de ayudantes, entre los que se encontraban artistas que pronto se consolidarían, como.  Luca Signorelli, Pinturicchio, Filippino Lippi, o Piero di Cosimo.
Los trabajos se desarrollaron rápidamente y el grupo de los primeros florentinos, a los que se unió poco después Luca Signorelli debió terminar la decoración del registro medio y superior de la capilla en 1482. El proyecto iconográfico comprendía una serie de retratos de los treinta primeros pontífices en hornacinas entre las ventanas (hoy ampliamente repintadas y difíciles de atribuir) y dieciséis grandes paneles con las Historias de Moisés (pared derecha) y las Historias de Cristo (pared izquierda), colocados en paralelo para representar, en conjunto, la transposición de la ley divina de las Tablas de la Ley a la figura de Cristo y de estas, a través del episodio clave de la Entrega de las llaves a San Pedro y sus descendientes, es decir, el propio pontífice. Por lo tanto, era una reafirmación del fundamento y la sacralidad del poder papal, con referencias explícitas también a quienes se atrevían a contradecirlo (evidente en la escena del Castigo de los rebeldes). De estas dieciséis escenas, que representaban el triunfo del arte florentino del siglo XV, catorce permanecen hoy en día: dos, con el retablo de la Asunción de Perugino fueron destruidas para dar cabida al Juicio Final de Miguel Ángel y dos (de Ghirlandaio y Signorelli), en el lado opuesto, se encontraban ya en mal estado un siglo más tarde y fueron repintadas en la segunda mitad del siglo XVI. 
En cuanto a las obras de Cosimo Rosselli, Vasari relata cómo sufrieron el sarcasmo de los otros maestros por su debilidad en el dibujo: él era, de hecho, el menos dotado entre esas fuertes personalidades artísticas. Rosselli, sin embargo, consciente de sus límites pero también inteligente, había acentuado el uso de colores fuertes y brillantes y de reflejos dorados que reverberaban sobre todo a la luz de las velas. Esto fue particularmente agradable para el Papa, quien, entendiendo poco de arte, evidentemente prefirió lo llamativo a lo bello, otorgándole una mayor recompensa material sobre el resto de artistas.

## Descripción y estilo
La escena es parte de las Historias de Jesús y, como otras en el ciclo, varios episodios a la vez. La escena es opuesta al Descenso del Monte Sinaí, también de Rosselli, y está vinculada a él por la presencia de la montaña como un lugar donde Dios manifiesta su voluntad de establecer contacto con los hombres. De hecho, podemos ver a Cristo, seguido por los doce apóstoles, bajando de la montaña y, poco después en primer plano, dando su discurso a las multitudes, con los apóstoles apiñados a su derecha.   
La parte más lograda es quizás la izquierda, donde en el fondo de una ciudad de aspecto nórdico, rodeada de un exuberante paisaje que se pierde en la distancia, está la multitud que asiste al sermón, en el que hay numerosos retratos de contemporáneos. El hombre del sombrero negro que mira hacia el espectador en la fila de atrás sería el autorretrato de Rosselli.
A la derecha, en cambio, está la escena de la curación del leproso, testimonio de los poderes divinos de Cristo. De nuevo Jesús está rodeado por los apóstoles y acompañados de una multitud en la que aparecen retratadas diversas personalidades de la época.
Entre los pájaros que se representan en este fresco la perdiz, ave engañadora, o sea el diablo, es atacada por un halcón, figura del padre espiritual. Este simbolismo de animales y naturaleza es un tema vinculado a reminiscencias del gótico tardío, tratado por pintores florentinos como Benozzo Gozzoli.